# 鸳大镇
鸳大镇，是中华人民共和国四川省资阳市安岳县下辖的一个乡镇级行政单位。2019年12月，撤销悦来乡，将将原悦来乡沙坪村所属行政区域划归鸳大镇管辖。

## 行政区划
鸳大镇下辖以下地区：
鸳鸯村、易红村、七仓村、桅杆村、杨塘村、归阳村、五凤村、三岔村、高滩村、清水村、大佛村、玄庙村、凤仪村、舒桥村、绿化村、长寿村和结龙村。